# Yelbeni
Yelbeni is een plaats in de regio Wheatbelt in West-Australië.

## Geschiedenis
Ten tijde van de Europese kolonisatie leefden de Balardong Nyungah in de streek.
In oktober 1836 verkende John Septimus Roe de streek. Vanaf 1845 trokken sandelhoutsnijders door de streek en ontwikkelden er paden. In 1865 legde Charles Cooke Hunt door de streek een pad met waterputten aan. Er werden langzaamaan pastorale leases opgenomen. In de jaren 1880 werd goud ontdekt in de Yilgarn. Goudzoekers trokken door de streek. In 1906 besliste de overheid de streek open te stellen voor de landbouw.
Zoals zoveel dorpen in de Wheatbelt ontstond het plaatsje aan een nevenspoor. In 1911 opende de spoorweg tussen Dowerin en Merredin. Een jaar eerder was het nevenspoor van Yelbeni aangelegd. In 1912 werd het dorp Yelbeni er officieel gesticht. Het werd vernoemd naar een nabijgelegen waterbron, de 'Yelbene Well'. De betekenis van de naam is niet bekend.
In 1913 werd een gemeenschapszaal, de 'Yelbeni Hall', recht getrokken. De winkel van het dorp werd in 1916 gebouwd. In 1932 werd aangekondigd twee graanzuigers aan het nevenspoor in Yelbeni te zullen plaatsen, om het vervoer van graan in bulk faciliteren. In de jaren 1950 werd de gemeenschapszaal vernieuwd. De winkel brandde in 2007 af en werd toen in de gemeenschapszaal gevestigd.

## Beschrijving
Yelbeni maakt deel uit van het lokale bestuursgebied (LGA) Shire of Trayning, een landbouwdistrict. Het heeft een algemene winkel en een golfclub.
In 2021 werden er geen inwoners meer geteld in Yelbeni, tegenover 118 in 2006 en 3 in 2016.

## Bezienswaardigheden
Het natuurreservaat 'Yelbeni Nature Reserve' ligt aan de overkant van de spoorweg die langs Yelbeni loopt. Op het einde van de winter en in de lente kan men er een grote verscheidenheid aan wilde bloemen waarnemen. In 2002 opende het 'Yelbeni Centenary Museum', een streekmuseum.

## Transport
Yelbeni ligt 222 kilometer ten oostnoordoosten van de West-Australische hoofdstad Perth, 85 kilometer ten noordwesten van het aan de Great Eastern Highway gelegen Merredin en 14 kilometer ten westzuidwesten van Trayning, de hoofdplaats van het lokale bestuursgebied waarvan het deel uitmaakt.
De spoorweg die langs Yelbeni loopt maakt deel uit van het goederenspoorwegnetwerk van Arc Infrastructure.

## Galerij

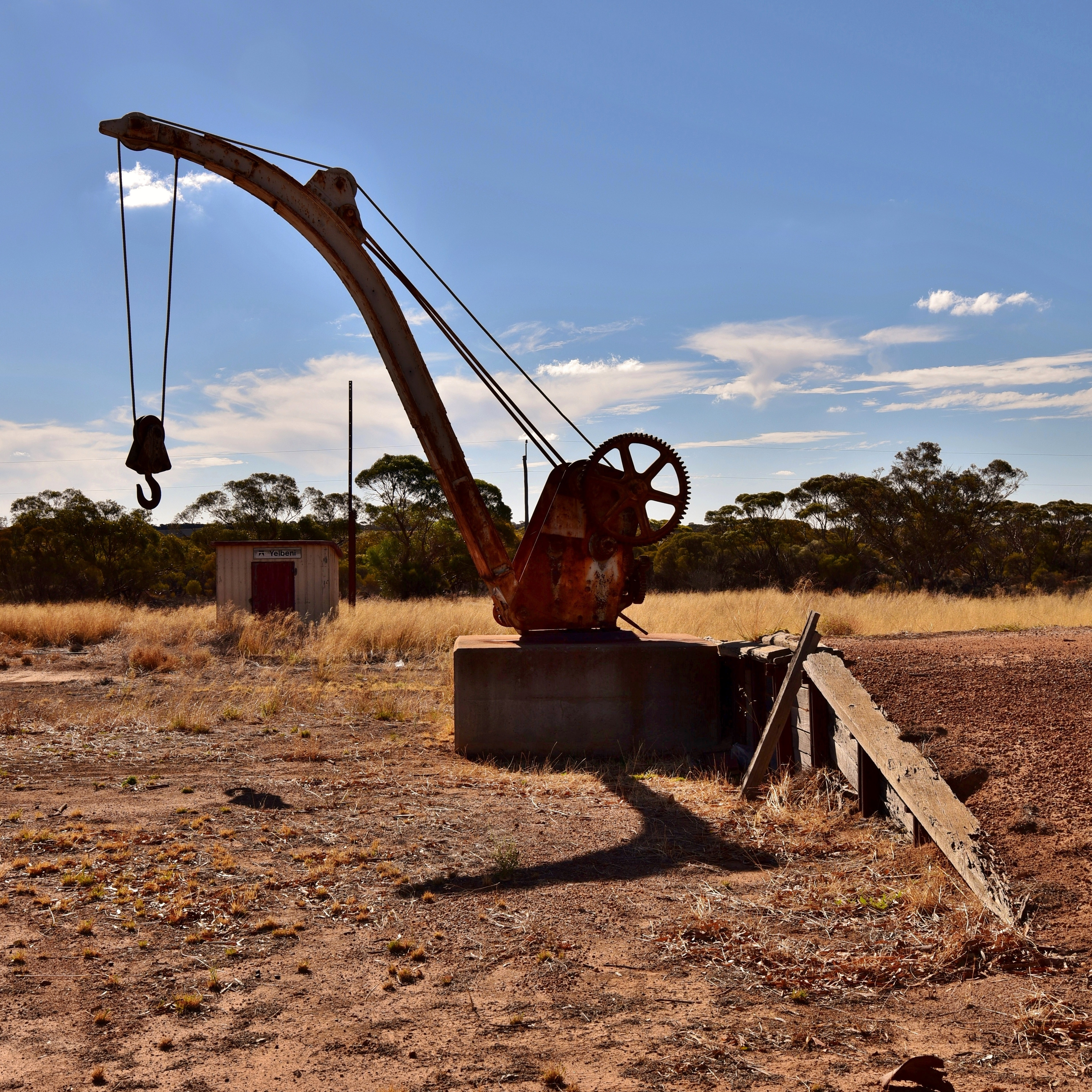
voormalig treinstation
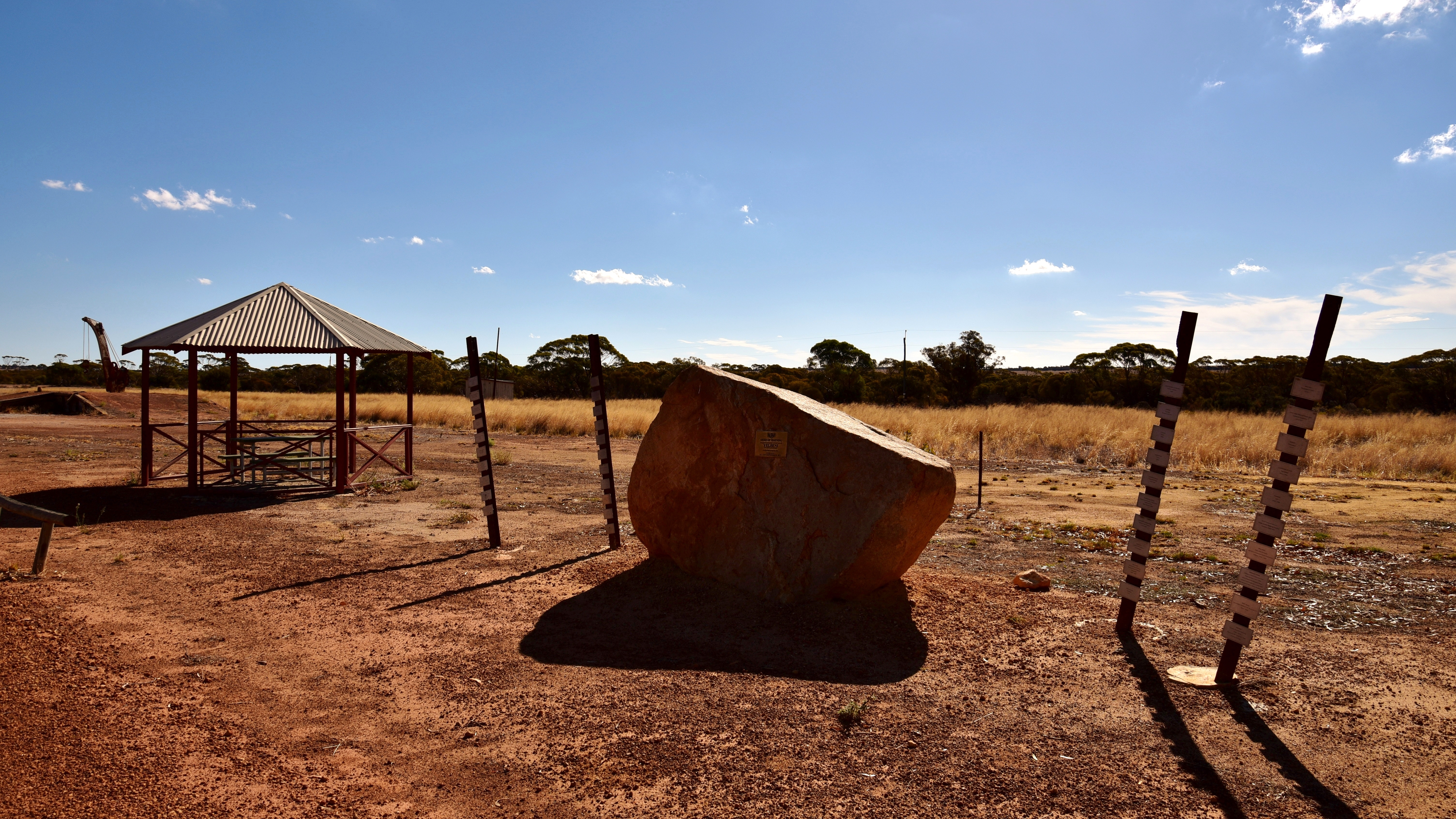
voormalig treinstation
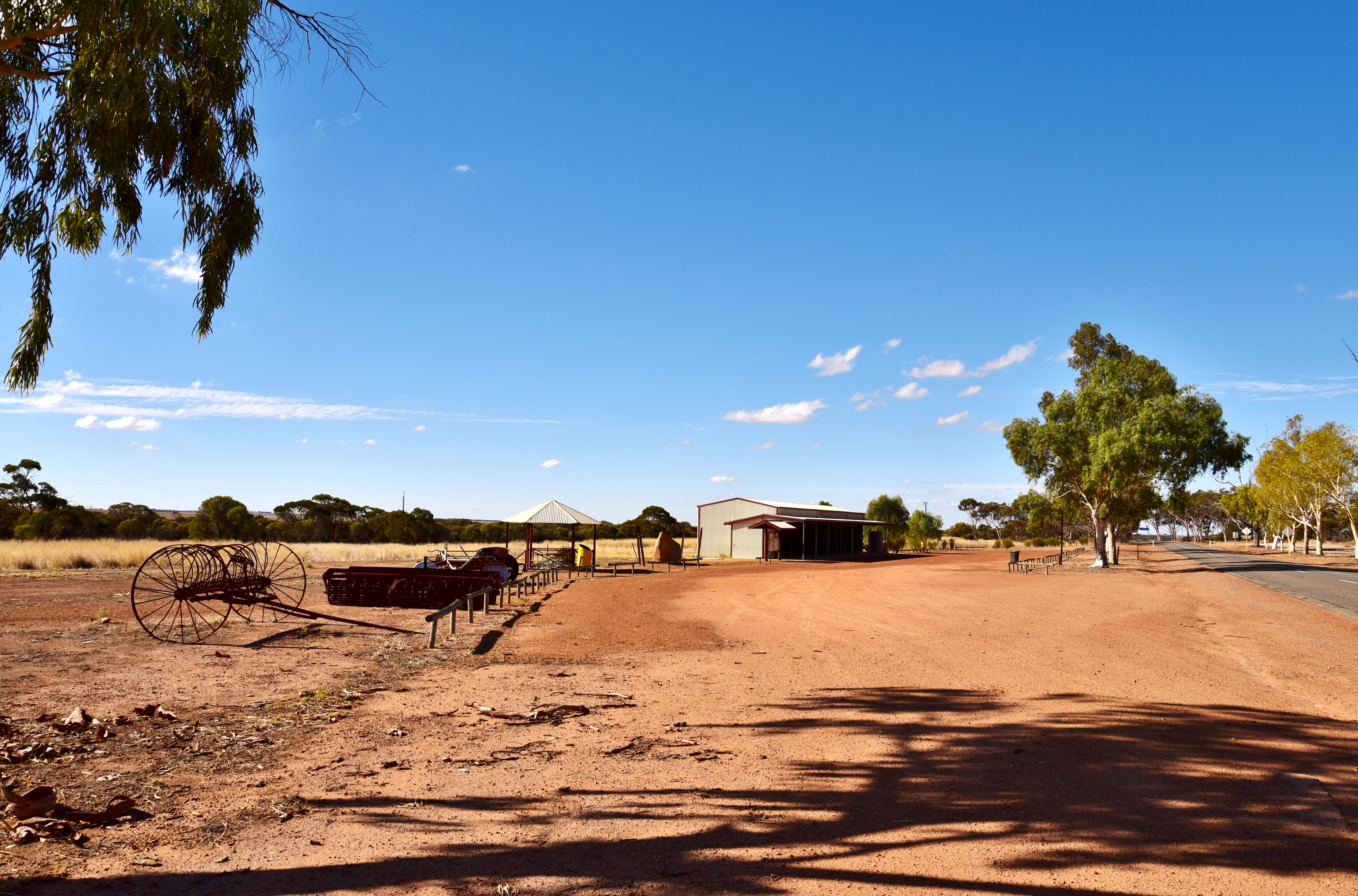
streekmuseum
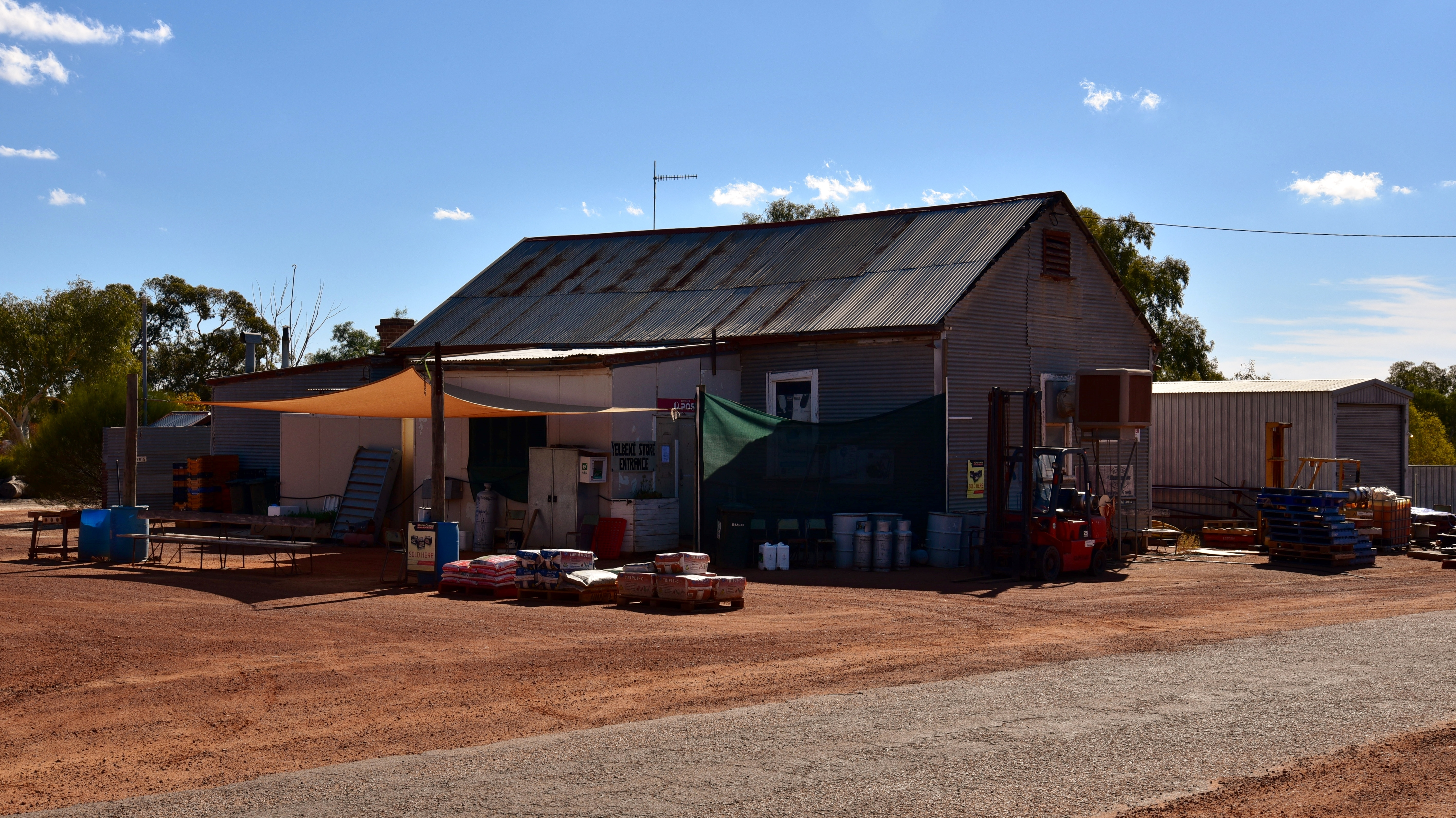
winkel in de oude gemeenschapszaal

Aldersyde · Amery · Ardath · Arthur River · Baandee · Babakin · Badgingarra · Badjaling · Bailup · Bakers Hill · Balkuling · Ballaying · Ballidu · Beacon · Beenong · Beermullah · Bejoording · Belka · Bencubbin · Bendering · Benjaberring · Beverley · Bilbarin · Bindi Bindi · Bindoon · Bodallin · Bolgart · Bonnie Rock · Boolading · Booraan · Brookton · Bruce Rock · Bullaring · Bullfinch · Bulyee · Bungulla · Buntine · Burakin · Burracoppin · Cadoux · Calingiri · Campion · Caraban · Carrabin · Cataby · Cervantes · Chandler · Chittering · Clackline · Cold Harbour · Congelin · Coomberdale · Copley · Corrigin · Cowcowing · Crossman · Cuballing · Culbin · Cunderdin · Dalwallinu · Dandaragan · Dangin · Darkan · Dattening · Dongolocking · Doodlakine · Dowerin · Dudinin · Dumbleyung · Duranillin · Dwarda · Ejanding · Elabbin · Erikin · Gabbin · Gingin · Goomalling ·  Grass Valley · Greenhills · Guilderton · Gwambygine · Harrismith · Highbury · Hines Hill · Holt Rock · Hyden · Jelcobine · Jennacubbine · Jennapullin · Jitarning · Jurien Bay · Kalannie · Karlgarin · Kellerberrin · Kondinin · Kondut · Koojan · Koolyanobbing · Koorda · Korbel · Korrelocking · Kukerin · Kulin · Kulja · Kulyaling · Kunjin · Kununoppin · Kweda · Kwelkan · Kwolyin · Lancelin · Lake Brown · Lake Grace · Lake King · Ledge Point · Manmanning · Marvel Loch · Meckering · Meenaar · Merredin · Miling · Minnivale · Mogumber · Mokine · Moodiarrup · Mooliabeenee · Moora · Moorine Rock · Moorumbine · Moulyinning · Mount Hardey · Mount Kokeby · Mount Walker · Muchea · Mukinbudin · Muntadgin · Nalya · Nangeenan · Narembeen · Narrogin · New Norcia · Newdegate · Nilgen · Nokaning · North Bannister · Northam · Nukarni · Nungarin · Pantapin · Piawaning · Piesseville · Pingaring · Pingelly · Pithara · Popanyinning · Quairading · Quindanning · Regans Ford · Seabird · Shackleton · Southern Cross · Spencers Brook · Tammin · Tincurrin · Toodyay · Trayning · Varley · Wagin · Walebing · Walgoolan · Wandering · Wannamal · Watheroo · Welbungin · West Dale · West Toodyay · Westonia · Wialki · Wickepin · Wilbinga · Williams · Wongan Hills · Woodridge · Wubin · Wundowie · Wyalkatchem · Yealering · Yelbeni · Yellowdine · Yilliminning · Yerecoin · York · Yorkrakine · Yornaning · Yoting · Youndegin